# Starship Troopers: Deadlock
«Starship Troopers: Deadlock» (досл.: «Звёздный десант: Тупик») — немецкий фильм, снятый режиссёром Штеффеном Вернером в 2022 году. Премьера фильма состоялась 14 апреля 2022 года. Фильм является заключительной частью франшизы «Звёздный десант».

## Сюжет
После атаки пауков на Буэнос-Айрес, Земля находится в состоянии войны с арахнидами. Но и внутри Федерации не всё так гладко, как кажется на первый взгляд. Разрозненные военизированные формирования пытаются сварить свой собственный «суп». Один из их проектов буквально «сходит с рельсов» и небесный маршал Бургхард должен прояснить ситуацию. Он отправляет небольшой отряд десанта под руководством Командира Шредера на место инцидента для расследования. Однако то, что солдаты находят там, они не могли себе представить даже в самых жутких кошмарах.

## В ролях
- Скотти Шталь — командир Шредер
- Фелан А. Дэвион — небесный маршал Бургхардт
- Анна Дёниц — солдат Шульце
- Лариса Дробычевская — кавалерист Крюгер
- Кристоф Вернер — солдат Херрманн / пилот
- Ричард Беккер — солдат Краузе
- Якоб Мартин — сержант Браун
- Клаус Пухингер — солдат Волк / мёртвый учёный
- Александра Шлавин —  учёный доктор Вольникова
- Лариса Бурри-Карипоглу — адъютант флота Бауэр / модератор Люси Тост
- Йорг Бакхаус — солдат Шуберт
- Марсель Мюллер — специалист Шмидт
- Даниэль Дёниц — капитан Ковальски
- Оскар Андерссон — солдат Торстен Штайн
- Леа Брайд — солдат Лилу Лоран
- Марсель Доленц — солдат Хольгер Шнайдер
- Лени Фёрстл — солдат Беата Хоффманн
- Карлос Карадж — десантник
- Рубен Де Са Гомес Мартинс — солдат Питер Соарес
- Дэниэл Шмидерер — солдат Питер Шмитт
- Саша Шмидерер — солдат Йенс Фишер
- Иванна Штадлер — корпорация Иванна Шталь
- Штеффен Вернер — мёртвый десантник
- Иван Живкович — солдат Франс Хольцингер

## Производство
Съёмки фильма стартовали в 2016 году с разработки обмундирования для десантников. Первым пунктом стал шлем, аналогичный шлему М3 из первой части «Звёздного десанта». Изготовление шлема заняло больше года, однако к концу 2013 года были получены первые прототипы солдатского обмундирования. После изготовления формы потребовалось её испытания, так как было неясно, смогут ли актёры передвигаться в ней на съёмках.

### Подготовка к съёмкам
В конце 2016 года съёмочную команду снабдили касками и бронежилетами и стали выбирать место для съёмок. Фильм решили снимать в старых промышленных руинах под названием «Reichsschwefelwerk» в Хасмерсхайме. Однако арендодатель заявил, что в конце года здание будет продано и съёмочная команда больше не сможет получить к нему доступ, а готовности к ускоренной съёмке не было практически никакой. Не было ни сценария для фильма, ни камеры для его съёмки, ни оружия для солдат, ни плана к нему. Потребовалось около полутора месяцев чтобы закрыть все эти пробелы и получить план, а 10 декабря 2016 года началась съёмка фильма.

### Съёмки фильма
В 2017 году снимать фильм хотели прекратить совсем, но потом решили перезапустить проект и в 2018 году начали обучать актёров композитингу, визуальным эффектам, монтажу и съёмке на зелёном экране. К тому же, нужно было заполнить «пробелы», например таких как недостаток света, неправильное управление камерой, несколько несчастных случаев на съёмочной площадке. Когда пробелы были заполнены, в июле 2018 года команда производила съёмку в студии. Второй локацией для съёмок стала «Академия боевых исскуств» в Мюнхене.
Пользуясь успехом, команда провела вторую съёмку в августе 2018 года в Мюнхене в общественном гараже как на «военной базе». Джим Мартин, бывший арт-дизайнер оригинального фильма «Звёздный десант» помог команде с консультациями, созданием матовых рисунков и проектированием реквизита.
Ещё одна проблема возникла с озвучиванием фильма. С самого начала планировалось сделать фильм на двух языках: немецком и английском. Следующую съёмку провели на площадке для сноса. К тому же, к команде присоединился новый человек — Марсель, который также отвечает за YouTube-канал режиссёра.
В 2020 году скорость разработки проекта значительно увеличилась и внимание сконцентрировалось на 3D-дизайне и анимации и к нему подключаются ещё три человека. К этому времени почти все пробелы были закрыты, оставалось снять финальную сцену боя. Сцена финального боя была снята ещё в 2016 году, но кадры были настолько плохими, что их нельзя было использовать.

### Финальная сцена боя
В начале июля 2020 года группа из 11 человек произвела разведку локации для финальной сцены боя. Её решили снимать в старом бункере во Франции. После разведки и многообещающих тестов съёмочная команда связалась с владельцем, чтобы получить разрешение на съёмку. После того, как разрешение было получено, стартовали съёмки финальной сцены боя в августе 2020 года. Подготовка на этот раз включала не только книгу рассказов и подробные планы камеры и освещения, но и много реквизита, который был заготовлен заранее. Сцена была снята в Бункере 281.

### Завершение съёмок
Съёмки фильма были завершены в середине февраля 2022 года. Была предоставлена недостающая анимация ошибок, были сделаны последние корректировки цветокоррекции, а также фильм был преобразован в различные производственные форматы, такие как DCP (Digital Cinema Pakage), который необходим для показа фильма в любом кинотеатре. Благодаря фанатам фильма было создано 4 варианта субтитров на немецком, английском, польском и испанском языках. Из готового фильма был создан второй официальный трейлер, который был опубликован 25 февраля на YouTube — канале фильма. Кроме того, фильм был зарегистрирован на нескольких официальных кинофестивалях и была создана запись IMDB, чтобы документировать фильм.

### Премьера фильма
Премьера состоялась 19 июня в Rio Filmpalast в Мюнхене. На мероприятии присутствовало множество людей, включая большую часть съёмочной группы. Позже фильм был номинирован на множество наград, включая «Премию за самый лучший короткометражный фильм снятый в Германии».